# UTC-05:00

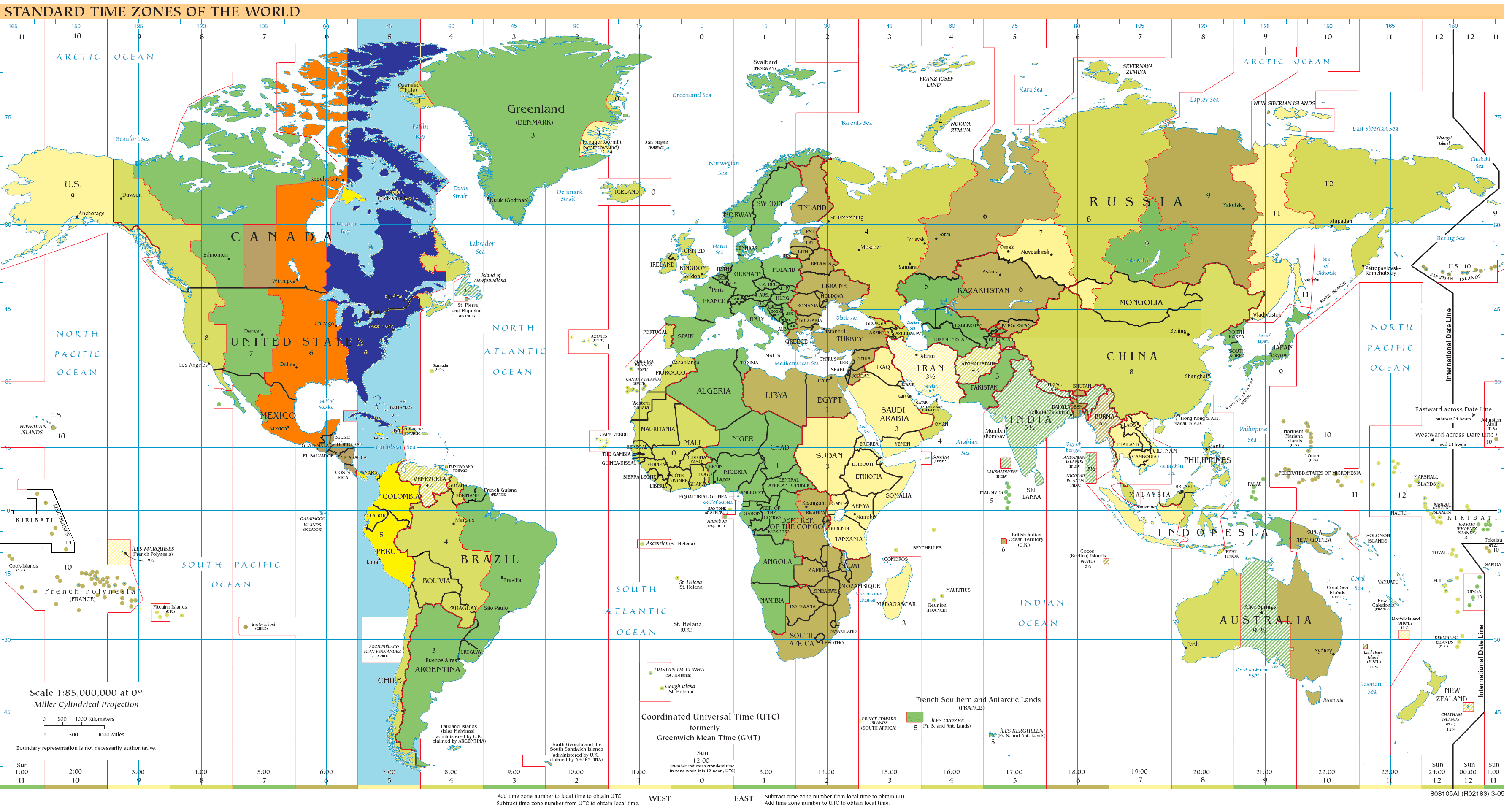
UTC-05:00

UTC-05:00 (R – Romeo) – strefa czasowa, odpowiadająca czasowi słonecznemu południka 75°W.
W strefie znajduje się m.in. Atlanta, Baltimore, Bogota, Boston, Cleveland, Columbus, Detroit, Filadelfia, Hawana, Lima, Miami, Montreal, Nowy Jork, Ottawa, Panama, Pittsburgh, Port-au-Prince, Québec, Quito, Toronto i Waszyngton.

## Strefa całoroczna
Ameryka Południowa:
- Brazylia (stan Acre i południowo-zachodnia część stanu Amazonas)
- Ekwador (bez prowincji Galápagos)
- Kolumbia
- Peru

Ameryka Północna:
- Haiti
- Jamajka
- Kajmany
- Kanada (wyspa Southampton)
- Panama

## Czas standardowy (zimowy) na półkuli północnej
Ameryka Północna:
- Bahamy
- Kanada (wschodnia część terytorium Nunavut oraz większa część prowincji Ontario i Quebec)
- Kuba
- Stany Zjednoczone (Dystrykt Kolumbii, stany Connecticut, Delaware, Georgia, Karolina Południowa, Karolina Północna, Maine, Maryland, Massachusetts, New Hampshire, New Jersey, Nowy Jork, Ohio, Pensylwania, Rhode Island, Vermont, Wirginia i Wirginia Zachodnia, większość stanów Floryda, Indiana i Michigan oraz wschodnia część stanów Kentucky i Tennessee)
- Turks i Caicos

## Czas letni na półkuli północnej
Ameryka Północna:
- Kanada (prowincja Manitoba, środkowa część terytorium Nunavut, zachodnia część prowincji Ontario)
- Meksyk (środkowa i wschodnia część kraju; bez stanów Chihuahua, Kalifornia Dolna, Kalifornia Dolna Południowa, Nayarit i Sinaloa)
- Stany Zjednoczone (stany Alabama, Arkansas, Illinois, Iowa, Luizjana, Minnesota, Missisipi, Missouri i Wisconsin, większa część stanów Dakota Południowa, Dakota Północna, Kansas, Nebraska, Oklahoma, Teksas i Tennessee, zachodnia część stanów Floryda, Indiana, Kentucky i Michigan)